# 嵐皋県
嵐皋県（らんこう-けん）は中華人民共和国陝西省安康市に位置する県。

## 行政区画
- 鎮:城関鎮、佐竜鎮、滔河鎮、官元鎮、石門鎮、民主鎮、大道河鎮、堰門鎮、藺河鎮、四季鎮、孟石嶺鎮、南宮山鎮